# Cöruloplazmin
A cöruloplazmin 6-8 rézatomot tartalmazó glikoprotein. A rézatomok közül kettő ún. „kék” réz, másik kettő „nem kék” réz, a továbbiak ESR jelet nem adnak.
Fontosabb funkciói a szervezetben:
- Réztranszport: eljuttatja a rezet a sejt belsejébe
- Ferrooxidáz hatás: a Fe(II) oxidálása Fe(III)-má, ezáltal a transzferrin Fe kötésének segítése
- A vas mobilizálása: a ferritinből felszabadult vas transzferrinhez kötése

Ha rézhiány, vagy örökletes betegség esetén (Menkes-kór) hiányzik/csökken a cöruloplazmin, akkor vérszegénység alakul ki telített vasraktár mellett is.